# 이대형
이대형(李大炯, 1983년 7월 19일 ~ )은 전 KBO 리그 kt 위즈의 외야수이자, 현 SPOTV 야구 해설위원이다. 2007년부터 2010년까지 4년 연속 도루왕을 차지했다. 도루 기록은 505개로 역대 3위이다.

## 선수 시절

### LG 트윈스시절
광주제일고등학교를 졸업하고 2차 2라운드 지명을 받아 입단했다. 내야 땅볼을 안타로 만들 정도로 빠른 발과 공격적인 주루 플레이로 상대 팀의 배터리와 내야수들을 곤혹스럽게 하는 능력을 지녔지만, 컨택 능력과 타격 센스는 테이블 세터로서 부족하다는 비판의 목소리도 있었다. 도루 능력이 매우 뛰어나 2007년에 53도루로 도루왕을 수상했고, 데뷔 첫 홈런도 기록했으며, 외야수 부문 골든 글러브를 수상했다. 이후 2010년까지 계속 도루왕을 수상했으며, 2010년 9월 26일 KBO 리그 최초로 3년 연속 60도루를 달성했다. 그러나 2011년에는 6월에 복사뼈 부상과 슬라이딩 중 당한 어깨 부상으로 인해 오재원에게 도루왕 타이틀을 넘겨줬다. 2012년 1월 11일 연봉 1억 4,000만원에서 8,000만원으로 삭감돼 KBO에 연봉조정신청을 했으나 이틀 만에 철회해 2012년 8,500만원에 연봉 계약을 했다. 2013년에는 데뷔 첫 포스트 시즌에 출전했다.

### KIA 타이거즈시절
2013년 시즌 후 FA 자격을 얻었으나 LG 트윈스와 협상이 결렬돼 계약 기간 4년, 계약금 10억원을 포함해 총액 24억원에 계약을 맺고 이적하였다.
2014년 시즌 126경기에 출장하며 149안타, 75득점, 22도루, 3할대 타율로 팀 내 최다 경기 출장, 최다 안타, 최다 도루를 기록했고, 특히 지난 2007년 이후 7년 만에 3할 타자로 등극해 정점에 오른 기량으로 많은 팬들의 환호를 받았다.
그러나 2014년 시즌 후 팀의 20인 보호 명단에서 제외됐고, 신생 팀 kt 위즈의 전력 보강 선수로 지명받아 2014년 11월 28일에 이적했다. 이 과정에서 팬들은 그를 FA 1년차에 20인 보호 명단에서 제외한 것에 대해 분노했다. 또한 당시 감독이었던 김기태와의 불화설이 제기됐으나 양측의 강경 부인으로 일단락됐다.

### kt 위즈시절
2015년 8월 7일 주장이었던 신명철이 1군 엔트리에서 말소되며 임시 주장으로 선정됐다. KIA 타이거즈와의 경기에서 5타수 5안타로 맹활약하며 승리를 이끌었다.
2017년 8월 6일 SK 와이번스와의 경기에서 2루로 도루하던 중 왼쪽 무릎이 꺾이면서 십자인대 파열을 당해 시즌 아웃됐다. 그 후 복귀했으나 별다른 활약이 없어 2019년 시즌 후 방출됐고, 2020년 4월 10일에 은퇴를 선언했다.

## 야구선수 은퇴 후
2023년부터 SPOTV의 야구 해설위원으로 활동한다.

## 방송
- 2021년 MBC every1 《비디오 스타》 - 게스트
- 2021년 TV CHOSUN 《화요 청백전》 - 게스트
- 2021년 JTBC 《뭉쳐야 찬다 2》 - 고정출연 (2021년 8월 22일 ~ 9월 5일)
- 2021년 MBC 《복면가왕》 9월 5일
- 2022년 JTBC 《전설체전》 - 고정출연 (2022년 1월 11일)
- 2022년 MBN 《빽 투 더 그라운드》- 고정출연 (2022년 3월 29일 ~ 현재)

## 수상
- 2007년 삼성 PAVV 프로야구 도루왕, KBO 리그 외야수 부문 골든글러브
- 2008년 삼성 PAVV 프로야구 최다 도루상
- 2009년 ~ 2010년 CJ 마구마구 프로야구 최다 도루상
- 2022년 KBS 연예대상 베스트 아이콘상 (사장님 귀는 당나귀 귀)

## 응원가

### LG 트윈스시절
1. 슈퍼 소닉~ 이대형 안타! 
 오오오오오오오오 안타! (x2) 

2. LG의 1번 이대형 안타 오오오 오 오오오오 안타! (x2) (초기형 버전) 

3. 안! 타! 이! 대! 형! GO!(x4) 

원곡 :Boney M - Bahama Mama (1,2번 응원가는 원곡 동일) 

(3번째 응원가는 구단 자작곡)

### KIA 타이거즈시절
슈퍼~ 소닉~ KIA 이대형~ 
 워어어어어 승리를 위해~ (x4)
원곡 : 애니 굿럭! OST

### kt 위즈시절
1. 슈~ 퍼~ 소~ 닉~ 
 Let’s go 이대형~ 슈퍼 소닉 이대형~ 치고 달려라 이대형~ 슈퍼 소닉~ 이대형~ (x2) 

2. 으랏차차 슈퍼 소닉 안타 으랏차차 슈퍼 소닉 안타 으랏차차 슈퍼 소닉 안타 kt 이대형 워우워어(x2) 

3. 이대형 안타 안타 안타 kt 위즈 이대형이야~ 이대형 안타 안타 안타 kt 위즈 이대형이야~　(×2)
원곡

1. 포지션 - Paradise 

2. 럼블피쉬 - 으라차차

3. FT아일랜드 - 멋쟁이 vs 예쁜이

## 출신 학교
- 광주서림초등학교
- 무등중학교
- 광주제일고등학교

## 통산 기록
| 연도 | 팀명   | 타율  | 경기 | 타수 | 득점 | 안타 | 2루타 | 3루타 | 홈런 | 루타 | 타점 | 도루 | 도실 | 볼넷 | 사구 | 삼진 | 병살 | 실책 |
| ---- | ------ | ----- | ---- | ---- | ---- | ---- | ----- | ----- | ---- | ---- | ---- | ---- | ---- | ---- | ---- | ---- | ---- | ---- |
| 2003 | LG     | 0.245 | 47   | 53   | 12   | 13   | 2     | 2     | 0    | 19   | 4    | 7    | 3    | 2    | 0    | 12   | 0    | 1    |
| 2004 | LG     | 0.091 | 13   | 11   | 1    | 1    | 0     | 0     | 0    | 1    | 0    | 2    | 1    | 0    | 0    | 4    | 0    | 0    |
| 2005 | LG     | 0.268 | 107  | 127  | 40   | 34   | 4     | 1     | 0    | 40   | 5    | 37   | 9    | 11   | 1    | 35   | 2    | 0    |
| 2006 | LG     | 0.258 | 87   | 155  | 23   | 40   | 3     | 0     | 0    | 43   | 4    | 15   | 8    | 5    | 0    | 35   | 1    | 1    |
| 2007 | LG     | 0.308 | 125  | 451  | 68   | 139  | 13    | 1     | 1    | 157  | 31   | 53   | 20   | 38   | 5    | 54   | 3    | 4    |
| 2008 | LG     | 0.264 | 126  | 523  | 71   | 138  | 5     | 2     | 0    | 147  | 33   | 63   | 15   | 39   | 2    | 80   | 3    | 2    |
| 2009 | LG     | 0.280 | 133  | 521  | 92   | 146  | 10    | 2     | 2    | 166  | 41   | 64   | 18   | 50   | 0    | 77   | 8    | 4    |
| 2010 | LG     | 0.261 | 130  | 494  | 73   | 129  | 14    | 2     | 1    | 150  | 43   | 66   | 21   | 58   | 2    | 76   | 3    | 2    |
| 2011 | LG     | 0.249 | 104  | 354  | 56   | 88   | 11    | 5     | 1    | 112  | 24   | 34   | 17   | 30   | 2    | 78   | 0    | 0    |
| 2012 | LG     | 0.178 | 101  | 258  | 32   | 46   | 4     | 4     | 1    | 61   | 19   | 25   | 3    | 25   | 1    | 53   | 5    | 0    |
| 2013 | LG     | 0.237 | 102  | 177  | 36   | 42   | 5     | 1     | 1    | 52   | 10   | 13   | 9    | 19   | 1    | 45   | 1    | 2    |
| 2014 | KIA    | 0.323 | 126  | 461  | 75   | 149  | 15    | 9     | 1    | 185  | 40   | 22   | 15   | 35   | 2    | 57   | 5    | 3    |
| 2015 | kt     | 0.302 | 140  | 546  | 86   | 165  | 23    | 3     | 0    | 194  | 37   | 44   | 14   | 53   | 6    | 92   | 5    | 2    |
| 2016 | kt     | 0.320 | 143  | 600  | 89   | 192  | 14    | 3     | 1    | 215  | 42   | 37   | 20   | 44   | 2    | 90   | 6    | 2    |
| 2017 | kt     | 0.267 | 100  | 337  | 51   | 90   | 8     | 3     | 0    | 104  | 24   | 23   | 4    | 24   | 0    | 54   | 8    | 2    |
| 2018 | kt     | 0.000 | 1    | 1    | 0    | 0    | 0     | 0     | 0    | 0    | 0    | 0    | 0    | 0    | 0    | 1    | 0    | 0    |
| 2019 | kt     | 0.143 | 18   | 14   | 2    | 2    | 1     | 0     | 0    | 3    | 4    | 0    | 0    | 4    | 0    | 5    | 0    | 0    |
| 통산 | 17시즌 | 0.278 | 1603 | 5083 | 807  | 1414 | 132   | 38    | 9    | 1649 | 361  | 505  | 177  | 437  | 24   | 848  | 50   | 25   |

## 같이 보기
- KBO 리그 도루 관련 기록 - 개인